# Châtel (Haute-Savoie)
Châtel ist eine französische Gemeinde im Département Haute-Savoie in der Region Auvergne-Rhône-Alpes.

## Geographie
Der Sommer- und Wintersportort Châtel liegt auf 1191 m, 30 Kilometer ostsüdöstlich der Stadt Thonon-les-Bains (Luftlinie). Das ehemalige Straßendorf erstreckt sich im Chablais, zuhinterst im Vallée d’Abondance am Aufstieg zum Pas de Morgins, rund 100 m über dem Talboden der Dranse d’Abondance, in den nördlichen Savoyer Alpen nahe der Schweizer Grenze (1,5 km Luftlinie).
Die Fläche des 32,19 km² großen Gemeindegebiets umfasst den hintersten Abschnitt des Vallée d’Abondance. Das Tal beschreibt im Bereich von Châtel einen scharfen Knick und wendet sich von anfänglich nordöstlicher Richtung nach Nordwesten. Es besitzt meist einen rund 300 m breiten flachen Talboden. Im Osten wird das Tal von der Bergkette mit Tête du Géant (2232 m) und Crête de Linge (2158 m), dem Pas de Morgins (1369 m) und dem Morclan (1970 m) flankiert. Westlich des Tals erstreckt sich das Gemeindeareal auf den Mont de Grange, auf dem mit 2433 m die höchste Erhebung von Châtel erreicht wird. Im äußersten Süden reicht der Gemeindeboden bis auf den Passübergang Col du Bassachaux.
Zu Châtel gehören die Weilersiedlungen La Vorraz (1220 m) am Sonnenhang nördlich des Dorfes, Vonnes (1240 m) am Lac de Vonnes sowie Villapeyron (1111 m) und Très les Pierres (1159 m) im Tal der Dranse d’Abondance. Nachbargemeinden von Châtel sind Abondance im Westen, La Chapelle-d’Abondance im Norden, die schweizerischen Gemeinden Vionnaz, Collombey-Muraz, Troistorrents und Monthey im Osten sowie Montriond im Süden.

## Geschichte
Im Mittelalter gehörte Châtel zunächst zur Herrschaft Féternes. Im weiteren Verlauf teilte es das Schicksal des Vallée d’Abondance. Im Jahre 1740 wurde Châtel, das vorher Teil von La Chapelle-d’Abondance war, zu einer selbständigen Gemeinde erhoben.

## Sehenswürdigkeiten
Die Dorfkirche Saint-Laurent wurde im 19. Jahrhundert erbaut, während das Pfarrhaus aus dem 18. Jahrhundert stammt. Der alte Dorfkern zeichnet sich durch die typischen Chaletbauten aus. In der Umgebung von Châtel stehen verschiedene Kapellen.

## Bevölkerungsentwicklung
| Jahr                       | 1861 | 1901 | 1921 | 1954 | 1962 | 1968 | 1975 | 1982 | 1990 | 1999 | 2006 |
| Einwohner                  | 593  | 610  | 511  | 593  | 642  | 755  | 848  | 1024 | 1255 | 1190 | 1254 |
| Quellen: Cassini und INSEE |      |      |      |      |      |      |      |      |      |      |      |

Mit 1168 Einwohnern (Stand 1. Januar 2022) gehört Châtel zu den kleineren Gemeinden des Département Haute-Savoie. In den letzten Jahrzehnten wurde ein kontinuierliches starkes Wachstum der Einwohnerzahl verzeichnet. Seit etwa 1990 ist die Bevölkerungszahl etwa konstant.

## Wirtschaft und Infrastruktur
Châtel war bis weit ins 20. Jahrhundert hinein ein vorwiegend durch die Landwirtschaft geprägtes Dorf. Mittlerweile hat sich das Dorf zu einer Station für Sommer- und Wintersport mit zahlreichen touristischen Einrichtungen entwickelt. Die Hänge oberhalb von Châtel (Super-Châtel) und im Bereich der Chalets de Plaine Dranse sind durch Bergbahnen und Skiliftanlagen erschlossen. Damit ist Châtel Teil des grenzüberschreitenden großen Wintersportgebietes Portes du Soleil.
Die Ortschaft liegt an der Départementsstraße D 22, die von Thonon-les-Bains durch das Vallée d’Abondance und über den Pas de Morgins nach Monthey im Schweizer Kanton Wallis führt.

## Partnerschaften
Châtel pflegt Partnerschaften mit
- Bœrsch im Elsass (Frankreich), seit 1982
- Mont-Tremblant in der Provinz Québec (Kanada), seit 1990
- Seraing in Wallonien (Belgien), seit 2002
- Vias in der Region Okzitanien (Frankreich), seit 2004